# Публий Сервилий Исаврик (консул)
Пу́блий Серви́лий Иса́врик (лат. Publius Servilius Vatia Isauricus; родился, предположительно, в 94 году до н. э. — умер после 41 года до н. э.) — римский политический деятель из плебейской ветви рода Сервилиев, двукратный консул (в 48 и 41 годах до н. э.). В начале карьеры, в 50-е годы до н. э., был союзником своего родственника Марка Порция Катона; в частности, вместе с ним действовал против Гнея Помпея Великого. В 49 году до н. э. примкнул к Гаю Юлию Цезарю и стал его коллегой по консулату на следующий год. Два года (46—44 до н. э.) управлял провинцией Азия. После гибели Цезаря некоторое время поддерживал республиканцев, но летом 43 года до н. э. заключил союз с приёмным сыном диктатора Октавианом, благодаря которому получил свой второй консулат. После 41 года до н. э. не упоминается в источниках.

## Происхождение

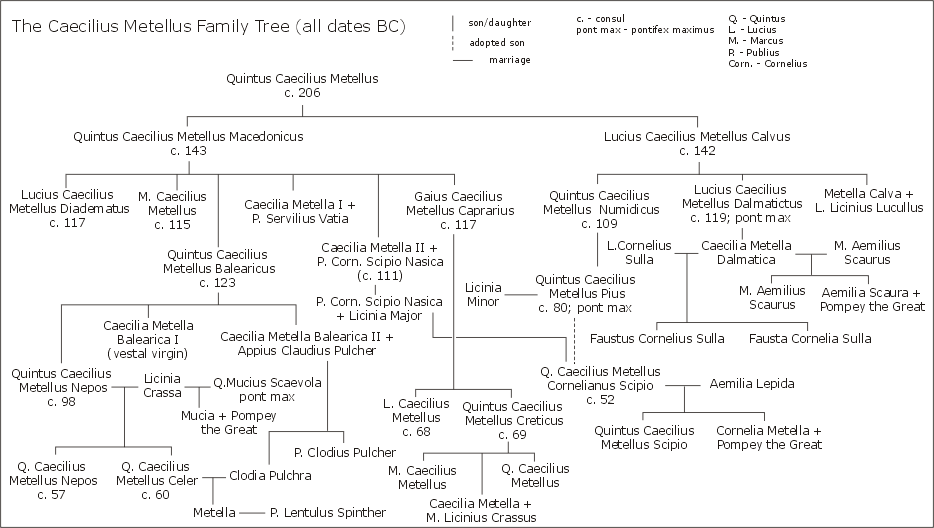
Цецилии Метеллы

Публий Сервилий принадлежал к плебейской ветви знатного рода Сервилиев. Его отец, Публий Сервилий Ватия, был одним из видных сторонников Луция Корнелия Суллы и консулом 79 года до н. э. и получил агномен Исаврик за свои победы в Малой Азии. Дед Публия, Гай Сервилий, был первым носителем когномена Ватия и поднялся в своей карьере только до претуры; он происходил от Сервилиев Геминов, во времена Второй Пунической войны перешедших в плебс из патрициата. В родстве с Ватиями находилась влиятельная патрицианская семья Сервилиев Цепионов.
Через бабку по отцу Публий Сервилий был правнуком Квинта Цецилия Метелла Македонского. Благодаря этому он находился в близком родстве не только с многочисленным и могущественным семейством Цецилиев Метеллов, но и со Сципионами Назиками, Эмилиями Скаврами, Клавдиями Пульхрами, Лициниями Лукуллами.

## Биография

### Ранние годы и начало карьеры
Исходя из даты претуры и требований Корнелиева закона, установившего минимальный возраст для каждой из высших республиканских должностей, историки относят рождение Публия Сервилия к 94 году до н. э. Известно, что отец воспитывал Публия крайне строго, используя в качестве подручного средства плеть; это использовал для злой шутки над Исавриком во время его первого консулата Марк Целий Руф («Марк Целий, претор, когда консул Изаврик разломал курульный стул его, поставил другой, ремнями стянутый; смешное состояло в том, что сей консул был некогда бит от отца плетью»).
Первое упоминание о Публии Сервилии в сохранившихся источниках связано с событиями 60 года до н. э. К тому времени Исаврик уже заседал в сенате и был квесторием (то есть бывшим квестором). Это следует из сообщения Марка Туллия Цицерона о том, что на одном из мартовских заседаний сената в 60 году Исаврик выступал, причём «одним из последних». Публий был женат на племяннице обладавшего к этому времени большим влиянием Марка Порция Катона и поддерживал этого нобиля в ряде его начинаний. Так, в 60 году он вместе с Катоном выступил в защиту греческого города Сикион, имевшего долговые обязательства перед Титом Помпонием Аттиком. В 56 году Исаврик вместе с зятем Катона Марком Кальпурнием Бибулом и его другом Марком Фавонием выступил против Гнея Помпея Великого при обсуждении египетской проблемы. Царь Птолемей XII Авлет попросил у Рима помощи, чтобы вернуться на престол, и Помпей, опиравшийся на союз с Гаем Юлием Цезарем и Марком Лицинием Крассом, настаивал на военном решении, желая получить командование в новой войне. Но Исаврик, Бибул и Фавоний предложили поручить восстановление Авлета на престоле не армии, а трём послам, причём выбрать на эту роль частных лиц. Это был открытый демарш против Помпея, который в то время организовывал поставки в Рим продовольствия и был облечён империем с чрезвычайными полномочиями. В конце концов Гнею пришлось отказаться от планов, связанных с Египтом.
В 54 году до н. э. Публий Сервилий занимал должность претора, причём одним из его коллег стал Катон. Известно, что на этой должности Исаврик вызвал из Галлии легата Гая Мессия, чтобы тот предстал перед судом; но источники не сообщают, в чём заключалось обвинение, а потому политическая подоплёка этого дела остаётся неясной. На тот же год приходится триумф пропретора Гая Помптина, одержавшего победу над аллоброгами: Катон и Исаврик заявили, что закон, предоставивший Помптину на один день военную власть в городе как обязательное условие для триумфа, был принят с нарушениями, и что соответственно торжественный въезд в город не может состояться. Не найдя поддержки у сената и других магистратов (за исключением народного трибуна Квинта Муция Сцеволы), они тем не менее преградили путь триумфатору у ворот столицы со стороны Марсова поля. Несмотря на их усилия, Гай Помптин въехал в город в составе праздничной процессии.

### На стороне Цезаря
Когда началась гражданская война между Помпеем и Цезарем, Публий Сервилий встал на сторону последнего (49 год до н. э.). Согласно Плутарху, в конце 48 года до н. э., когда Луций Кальпурний Пизон Цезонин предложил Цезарю начать переговоры о мире, Исаврик выступил против. В декабре 49 года Гай Юлий сделал Публия Сервилия своим коллегой по консулату; таким образом, по мнению российского антиковеда А. Егорова, он «подчеркнул свою приверженность умеренным проаристократическим тенденциям» и дал понять нобилитету, что не пойдёт на какие-либо радикальные меры.
В течение всего консульского года, пока Цезарь воевал на Балканах, Исаврик находился в Риме. На это время приходится претура Марка Целия Руфа: этот политик выступил как демагог, предложив отменить долговые обязательства и простить съёмщикам жилья годовую квартирную плату. Сенат в ответ постановил лишить Руфа его должности, а Исаврик на основании этого решения исключил Марка Целия из сената и изгнал с форума. Тот уехал из Рима и поднял восстание в союзе с Титом Аннием Милоном, но потерпел поражение и погиб. После известия о полном разгроме Помпея при Фарсале Публий Сервилий по решению сената назначил Цезаря диктатором; вопреки заведённому порядку, он предоставил Гаю Юлию полномочия не на шесть месяцев, а на год. Предположительно именно он имеется в виду под тем Сервилием, которому должен был в декабре 48 года написать Аттик от имени Марка Туллия Цицерона.
В 46—44 годах до н. э. Публий Сервилий управлял провинцией Азия. Он сделал многое для стабилизации положения в регионе, пострадавшем из-за гражданской войны и угрозы понтийского вторжения. К этому периоду относятся семь писем, написанные Исаврику Цицероном и наполненные заверениями в дружбе и рекомендациями в отношении разных людей. Публий Сервилий упоминается в ряде надписей, найденных в азиатских городах — Пергаме, Смирне, Эфесе, Магнесии, Теносе и других; в этих надписях провинциалы благодарят наместника за заботу о местных религиозных культах.

### После гибели Цезаря
Публий Сервилий вернулся в Рим из своей провинции летом 44 года до н. э. К этому времени умер его престарелый отец, а Гай Юлий Цезарь пал от кинжалов заговорщиков. Разгорелась острая политическая борьба между двумя «партиями», в которой Исаврик был скорее центристом. Среди цезарианцев было много его друзей и соратников, а главные убийцы диктатора были его свойственниками: Марк Юний Брут шурином, а Гай Кассий Лонгин — свояком. В начале сентября 44 года Публий Сервилий вместе с Цицероном и Пизоном Цезонином пытался противостоять Марку Антонию, призывавшему к расправе над убийцами Цезаря. В январе 43 года он наряду с Цицероном, Луцием Марцием Филиппом и Сервием Сульпицием Руфом добился для 19-летнего Октавиана права занимать высшие должности на десять лет раньше обычного возраста, включения его в сенат со статусом квестория и преторских полномочий на ближайший год: оптиматы, к которым принадлежал Исаврик, рассчитывали использовать приёмного сына Цезаря против Антония. Именно Публий Сервилий на одном из сенатских заседаний, где изначально планировалось обсуждать только текущие дела, то ли выдвинул соответствующую инициативу, то ли поддержал её одним из первых, и она была принята.
В дальнейшем Октавиан стал одним из командиров армии, действовавшей против Антония в рамках Мутинской войны. 20 марта в сенате было оглашено письмо наместника Нарбонской Галлии Марка Эмилия Лепида с предложением заключить с Антонием мир; Исаврик выступил резко против, хотя Лепид приходился ему свояком. В конце апреля, когда римляне получили известие о разгроме Антония под Мутиной, Публий Сервилий предложил провести в столице празднества по этому поводу. На том же заседании сената он высказался за то, чтобы Гай Кассий Лонгин в Сирии начал войну против ещё одного радикального цезарианца — Публия Корнелия Долабеллы.
Вскоре ситуация резко изменилась. Лепид и ещё один галльский наместник, Луций Мунаций Планк, перешли на сторону Антония; Октавиан летом 43 года до н. э. добился консулата. Предположительно именно тогда, чтобы заручиться поддержкой сенатского большинства, он договорился о помолвке с дочерью Публия Сервилия. Правда, в конце того же года Октавиан заключил союз с Лепидом и Антонием (Второй триумвират) и, чтобы скрепить его, женился на падчерице Антония Клодии Пульхре. Публий Сервилий в качестве возмещения получил консулат на 41 год до н. э.

### Последние годы
Коллегой Публия Сервилия по второму консульству стал Луций Антоний, младший брат Марка. По-видимому, Исаврик во время исполнения этой магистратуры не обладал каким-либо влиянием: к этому времени ситуация в Риме контролировалась не сенатом, а армией и людьми, которые её возглавляли. После 41 года он уже не упоминается в источниках, хотя мог прожить ещё долго.
Возможно, именно Исаврик упоминается у Феста как Публий Сервилий, авгур.

## Семья
Публий Сервилий был женат на Юнии, дочери Децима Юния Силана и Сервилии. По матери эта матрона была племянницей Марка Порция Катона и внучкой Квинта Сервилия Цепиона, известного как враг Марка Ливия Друза. Старшим единоутробным братом Юнии был Марк Юний Брут; на её полнородных сёстрах были женаты Гай Кассий Лонгин и Марк Эмилий Лепид.
У Исаврика и Юнии было много детей, но в источниках упоминаются только двое. Сын, Публий Сервилий Исаврик, прошёл карьерный путь до претуры 25 года до н. э. Возможно, именно он упоминается у Сенеки под именем Сервилий Ватия как богатый преторий (бывший претор) времён Тиберия. Дочь, Сервилия, была помолвлена с Октавианом, а позже стала женой своего двоюродного брата Марка Эмилия Лепида.